# Stillwater (Oklahoma)
Stillwater es una ciudad estadounidense ubicada en el condado de Payne, en el estado estadounidense de Oklahoma. La población era de 39.065 habitantes según el censo del año 2000; y en 2020 había ascendido a 48.394, lo que la convertía en la décima ciudad más grande de Oklahoma. Su aglomeración urbana asciende hasta los 78.399 habitantes según la estimación del censo de 2012. Es la sede del condado de Payne. Por su situación geográfica, Stillwater se encuentra entre el área metropolitana de Oklahoma City y el área metropolitana de Tulsa, estando pues considerada como una localidad con una situación estratégica privilegiada. 
Fundada el 12 de diciembre de 1884, Stillwater fue parte del primer Oklahoma Land Run celebrado el 22 de abril de 1889, cuando las Tierras No Asignadas se abrieron para la colonización y se convirtieron en el núcleo del nuevo Territorio de Oklahoma. Los estatutos de la ciudad se adoptaron el 24 de agosto de 1889[ y funcionan bajo un sistema de gobierno de consejo-administrador.

## Anotaciones de interés
Stillwater albergó el Campeonato de Ajedrez 2007 US del 15 al 23 de mayo de 2007.
- El centro de visitantes y convenciones de Stillwater[3] ofrece guías de la ciudad así como información de los eventos que hay en cada momento.
- El Oklahoma Department of Career and Technology Education se encuentra ubicado en Stillwater
- El conjunto musical Pop punk de los The All-American Rejects se formó en Stillwater.
- Stillwater es la cuna de la Red Dirt, una rama del country que ha ido ganando popularidad en todo los EE. UU. Los grupos musicales alternativos Jason Boland & the Stragglers y The Great Divide se formaron en Stillwater.
- En Stillwater se encuentra la Oklahoma State University, que en el 2002 tuvo a 21.000 estudiantes. Entre sus alumnos notables se encuentra el cantante de country Garth Brooks y los antiguos miembros de la NFL Thurman Thomas y Barry Sanders. Chester Gould, creador del cómic Dick Tracy, estuvo en su universidad cuando aún era conocida como Oklahoma A&M.
- El National Wrestling Hall of Fame and Museum estuvo radicado en 1976 en Stillwater.[4]
- La popular cadena de pizzas de Oklahoma Hideaway Pizza se creó aquí en 1957 y se puede encontrar en la esquina de Knoblock y la Universidad.
- Un restaurante popular de estudiantes, Eskimo Joe's se encuentra en Elm street cerca del campus OSU. Los locales aseguran que las camisetas de Eskimo Joe son la segunda camiseta más coleccionada del mundo, después de las camisetas del Hard Rock Cafe.[5]
- El primer Sonic Drive In se encuentra ubicado en Stillwater en la Main Street.[6]
- James Marsden, el actor que caracteriza a Cyclops en la película X-Men, nació en Stillwater y estudió en la Oklahoma State University
- El museo Sheerar en Duncan Street alberga una colección de artefactos históricos de la vida diaria de las gentes que vivían en tiempos de la colonización.[7]
- Jardín Botánico y Arboretum de Oklahoma.
- Saints Row 1 y 2 transcurre en la ciudad de Stillwater